# Miz (가수)
Miz(1981년 3월 6일 ~ )는 일본의 가수이며, 본명은 와타나베 미즈에(渡邊 瑞枝)이다.